# Coalisland
Coalisland (Oileán an Ghuail in gaelico irlandese) è un comune dell'Irlanda del Nord, situato nella contea di Tyrone.